# Subdeterminación
En Filosofía de la ciencia, la subdeterminación se refiere a aquellas situaciones en las que la evidencia disponible no es suficiente para determinar la creencia que deberíamos tener acerca de tal evidencia. Por ejemplo, si lo único que sabemos es que se gastaron 10€ en manzanas y naranjas, y que las manzanas cuestan 1€ y las naranjas 2€, entonces sabemos lo suficiente como para descartar ciertas hipótesis (p. ej. no podríamos haber comprado 9 manzanas). Sin embargo tal información no sería suficiente como para que llegásemos a conocer la combinación específica de manzanas y naranjas que se compró. En este caso, diríamos que la creencia en la combinación de manzanas y naranjas compradas, está subdeterminada por la evidencia disponible. La subdeterminación se contrapone a la sobredeterminación en donde existen múltiples causas para un solo efecto. 

## Historia de la subdeterminación
Antiguamente, escépticos griegos discutieron acerca de la equipolencia, la cual implica que los motivos a favor y en contra de una reivindicación, están igualmente equilibrados. Esto refleja en cierto modo, que las propias reivindicaciones están subdeterminadas. 
La subdeterminación, bajo distintos nombres, apareció en la Edad Moderna con los trabajos de René Descartes. Entre otros argumentos escépticos, Descartes expone dos argumentos que incluyen subdeterminación. Su argumento ontológico señala que las experiencias percibidas durante los sueños (como por ejemplo caída libre), no contienen necesariamente información suficiente como para deducir la situación real (estar en la cama). Descartes llegó a la conclusión de que como no siempre podemos distinguir los sueños de la realidad, no podemos descartar la posibilidad de que estemos soñando, en vez de teniendo una experiencia real. Así pues, la conclusión de que estamos teniendo una experiencia real esta subdeterminada. Su hipótesis del genio maligno postula que quizás las experiencias del individuo estén manipuladas por un poderoso y engañoso genio maligno. Dicho esto, como la realidad percibida por el individuo es internamente consistente con los límites de su naturaleza, la situación es indistinguible de la realidad y por lo tanto el individuo no puede determinar lógicamente que tal genio maligno no existe. 

## Subdeterminación y evidencia
Para demostrar que una conclusión esta subdeterminada, hay que mostrar que hay una conclusión opuesta igualmente válida. Un ejemplo trivial de subdeterminación es el añadir la frase “siempre y cuando busquemos evidencia”. Por ejemplo, la conclusión de que “si dejamos caer un objeto cerca de la superficie de la Tierra, el objeto caerá hacia la superficie” puede que no sea lo mismo que “si dejamos caer un objeto cerca de la superficie de la Tierra, el objeto caerá hacia la superficie solo sí comprobamos que realmente lo hace”. Como este razonamiento se puede aplicar a cualquier conclusión, todas las conclusiones están de algún modo, trivialmente subdeterminadas. Sin embargo si considerásemos que tales declaraciones fuesen ilegítimas, por ejemplo siguiendo la lógica de la Navaja de Ockham, tales casos no serían considerados como ejemplos de subdeterminación.
El concepto de subdeterminación se aplica también a las teorías científicas. Por ejemplo, ciertas teorías no tienen en cuenta determinados casos o situaciones. La mecánica clásica por ejemplo, no tuvo en cuenta los sistemas de referencia no inerciales. Por lo tanto cualquier conclusión acerca de los sistemas de referencia estaba subdeterminada. Sería igualmente creíble decir que el Sistema Solar está quieto que decir que se mueve a cualquier velocidad constante en cualquier dirección. El propio Isaac Newton dijo que tales posibilidades eran indistinguibles. En general, puede que la evidencia disponible no sea suficiente como para diferenciar entre teorías competentes, como en el caso de la relatividad general y la mecánica cuántica.

## Argumentos relacionados con la subdeterminación
Los argumentos a favor de la subdeterminación tratan de demostrar que no hay motivos para creer ciertas conclusiones o hipótesis como válidas puesto que están subdeterminadas por la evidencia. Supongamos que sobre la base de la evidencia disponible hemos llegado a una determinada conclusión: Si la evidencia disponible puede ser perfectamente explicada por otra hipótesis, no hay motivo aparente para creer en nuestra primera conclusión o considerarla mejor que las otras hipótesis, que en un principio son igualmente válidas.  No obstante puede darse el caso de que algunas de las otras hipótesis sean perfectamente descartables. 
Normalmente los argumentos relacionados con la subdeterminación incluyen afirmaciones acerca de la evidencia, y que tal evidencia indetermina la conclusión, es muy útil separar tales afirmaciones de este modo:
1. Toda la evidencia disponible de cualquier tipo, indetermina qué conclusión alternativa deberíamos considerar como válida.
2. Solo hay que tener en cuenta este tipo de evidencia para llegar a creer en una de esas conclusiones.
3. Por lo tanto, no hay evidencia aparente para considerar válida alguna de las conclusiones opuestas.

### Subdeterminación y argumentos escépticos
Algunos argumentos escépticos señalan el hecho de que no hay evidencia posible que pueda ser incompatible con las “hipótesis escépticas” como por ejemplo el Genio Maligno de Descartes. Un escéptico diría que esto debilitaría cualquier reclamo al conocimiento. 
Este argumento ha sido utilizado por muchos filósofos. Hume, por ejemplo, consideró que era incontestable, pero se dio cuenta de que en la práctica era imposible aceptar sus conclusiones. Esto influenció a Kant, el cual sostuvo que mientras que la naturaleza del mundo noumenal fuese desconocida, solo podríamos aspirar al conocimiento del mundo fenoménico. La respuesta de los anti-realistas modernos ha sido parecida. 
Es interesante señalar que las ideas que son indeterminadas, no son necesariamente erróneas (teniendo en cuenta la evidencia disponible), sino que no podemos llegar a saber si realmente son correctas. No obstante si suponemos que ninguna de las teorías indeterminadas es correcta porque hay una contradicción entre ellas, esto sería básicamente lo que en latín se conoce como argumentum ad temperantiam.

### Subdeterminación y Filosofía de la ciencia
En Filosofía de la ciencia, la subdeterminación tiende a considerarse como un problema relacionado con el Realismo científico, el cual sostiene que tenemos motivos suficientes como para creer en entes que no son observables a simple vista (como los electrones). Un argumento de este tipo sería así:
1. Toda la evidencia observable disponible acerca de tales entes, indetermina las reivindicaciones de una determinada teoría científica acerca de tales entes.
2. Solo la evidencia observable es relevante a la hora considerar una teoría científica como válida.
3. Por lo tanto no hay evidencia para llegar a creer lo que las teorías científicas dicen acerca de tales entes.

Las consecuentes críticas a tal razonamiento, se centran en la primera y la segunda premisa. Respecto a la primera premisa, se critica que la subdeterminación debe ser firme, y/o inductiva. Con respecto a la segunda premisa, se critica que las observaciones no son la única evidencia a la hora de considerar una teoría como válida. La simpleza, el poder explicativo, u otra característica, pueden servir perfectamente como evidencia a la hora de elegir una teoría frente a sus rivales.  
Una crítica más general defiende que la subdeterminación no es un problema de la ciencia, dado que como ya se ha mencionado antes, todo aquel conocimiento directa o indirectamente respaldado por la evidencia, se ve afectado por esta. Por ejemplo, conjeturas acerca de observables no observados. Es por lo tanto, irónicamente, un argumento demasiado fuerte como para ser considerado importante en Filosofía de la ciencia, ya que no pone en entredicho las conjeturas acerca de los no observables.